# Brașov Challenger
Brașov Challenger a fost un turneu de tenis care s-a desfășurat la Brașov, România. Evenimentul a făcut parte din ATP Challenger Tour și s-a jucat pe terenuri de zgură în aer liber. Prima ediție a avut loc în 1996 și s-a jucat anual timp de 19 ani, până în 2014. 

## Rezultate

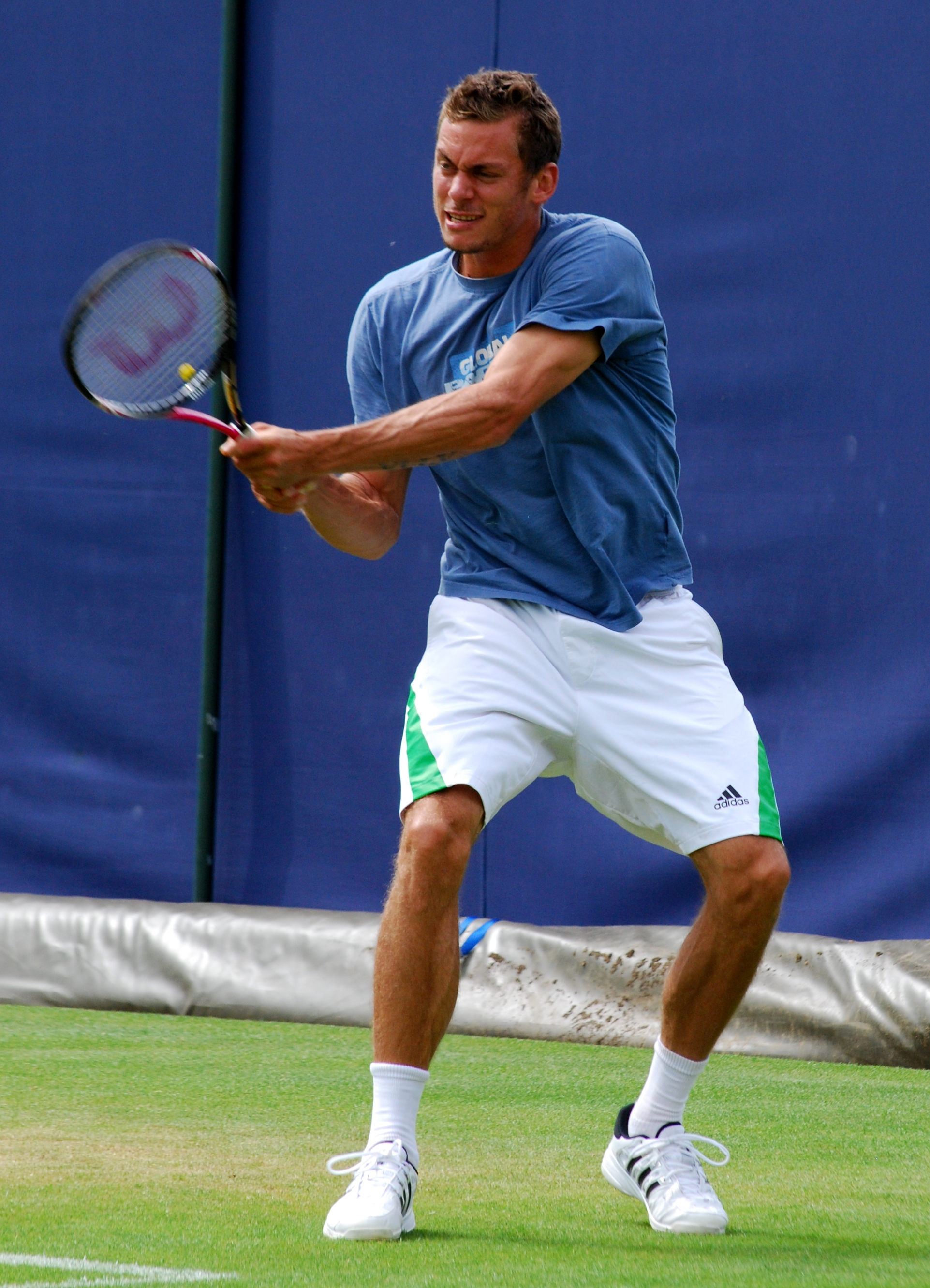
Austriacul Andreas Haider-Maurer este dublu campion, în 2012 și 2013.

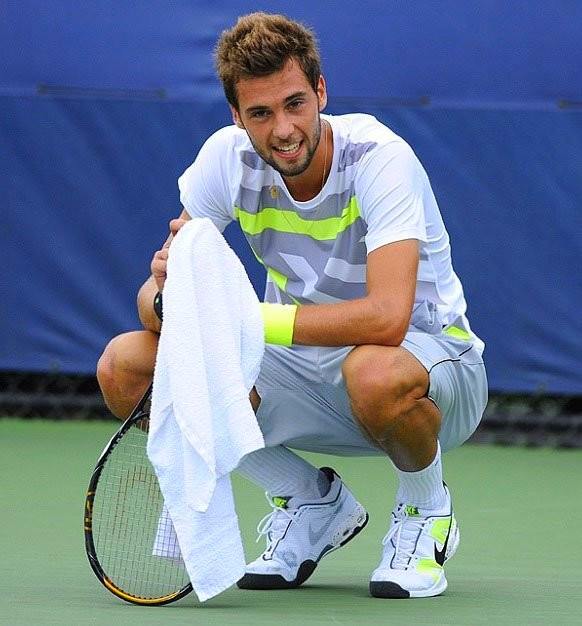
Francezul Benoît Paire campion în 2011

### Simplu
| An   | Campion               | Finalist             | Scor                |
| ---- | --------------------- | -------------------- | ------------------- |
| 1996 | Dinu Pescariu         | Răzvan Sabău         | 4–6, 6–2, 6–3       |
| 1997 | Ionuț Moldovan        | Dinu Pescariu        | 6–2, 6–4            |
| 1998 | Dinu Pescariu         | Thomas Larsen        | 6–3, 3–6, 6–2       |
| 1999 | David Sánchez-Muñoz   | Thierry Guardiola    | 6–2, 0–6, 6–2       |
| 2000 | Alexandre Simoni      | Dick Norman          | 7–5, 6–3            |
| 2001 | Stefano Galvani       | Iván Navarro         | 6–4, 6–1            |
| 2002 | Rubén Ramírez Hidalgo | Lovro Zovko          | 2–6, 6–1, 7–5       |
| 2003 | Daniel Elsner         | Răzvan Sabău         | 6–2, 6–1            |
| 2004 | Victor Ioniță         | Simone Bolelli       | 6–1, 7–6            |
| 2005 | Daniel Elsner         | Daniel Gimeno-Traver | 7–5, 6–2            |
| 2006 | Marc López            | Victor Crivoi        | 4–6, 6–3, 7–6       |
| 2007 | Máximo González       | Olivier Patience     | 6–4, 6–3            |
| 2008 | Daniel Gimeno-Traver  | Alexander Flock      | 4–6, 6–4, 6–4       |
| 2009 | Thiemo de Bakker      | Pere Riba            | 7–5, 6–0            |
| 2010 | Éric Prodon           | Jaroslav Pospíšil    | 7–6(7–1), 6–3       |
| 2011 | Benoît Paire          | Maxime Teixeira      | 6–4, 3–0, ret.      |
| 2012 | Andreas Haider-Maurer | Adrian Ungur         | 3–6, 7–5, 6–2       |
| 2013 | Andreas Haider-Maurer | Gerald Melzer        | 6–7(9–11), 6–4, 6-2 |
| 2014 | Andreas Haider-Maurer | Guillaume Rufin      | 6–3, 6–2            |

### Dublu
| An   | Campioni                                         | Finaliști                                     | Scor                    |
| ---- | ------------------------------------------------ | --------------------------------------------- | ----------------------- |
| 1996 | George Cosac Dinu Pescariu                       | Mariano Hood Martín Rodríguez                 | 7–6, 6–1                |
| 1997 | George Cosac Miles Maclagan                      | Ionuț Moldovan Dinu Pescariu                  | 6–4, 7–6                |
| 1998 | Juan-Ignacio Carrasco Jairo Velasco, Jr.         | Tomáš Cibulec Leoš Friedl                     | 6–4, 3–6, 6–2           |
| 1999 | Andrei Pavel Gabriel Trifu                       | George Cosac Dinu Pescariu                    | 6–2, 6–2                |
| 2000 | Ionuț Moldovan Yuri Schukin                      | Dick Norman Wolfgang Schranz                  | 6–4, 6–1                |
| 2001 | Amir Hadad Lovro Zovko                           | Ben Ellwood Kalle Flygt                       | 6–1, 4–6, 6–4           |
| 2002 | Christopher Kas Herbert Wiltschnig               | Rubén Ramírez Hidalgo Santiago Ventura        | 5–7, 6–4, 7–5           |
| 2003 | Alexander Peya Rogier Wassen                     | Leonardo Azzaro Stefano Galvani               | 6–2, 6–4                |
| 2004 | Salvador Navarro-Gutiérrez Rubén Ramírez Hidalgo | Juan Pablo Brzezicki Juan Pablo Guzmán        | 6–3, 6–2                |
| 2005 | Ionuț Moldovan Gabriel Moraru                    | Melvyn op der Heijde Dennis van Scheppingen   | 6–1, 6–4                |
| 2006 | Lazar Magdinčev Predrag Rusevski                 | Robin Haase Michal Navrátil                   | 6–4, 7–6                |
| 2007 | Florin Mergea Horia Tecău                        | Adrian Cruciat Marcel-Ioan Miron              | 5–7, 6–3, [10–8]        |
| 2008 | David Marrero Daniel Muñoz-de la Nava            | Carles Poch-Gradin Pablo Santos               | 6–4, 6–3                |
| 2009 | Pere Riba Pablo Santos                           | Simone Vagnozzi Uros Vico                     | 6–3, 6–2                |
| 2010 | Flavio Cipolla Daniele Giorgini                  | Radu Albot Andrei Ciumac                      | 6–3, 6–4                |
| 2011 | Victor Anagnastopol Florin Mergea                | Dušan Lojda Benoît Paire                      | 6–2, 6–3                |
| 2012 | Marius Copil Victor Crivoi                       | Andrei Ciumac Oleksandr Nedovyesov            | 6–7(8–10), 6–4, [12–10] |
| 2013 | Oleksandr Nedovyesov Jaroslav Pospíšil           | Teodor-Dacian Crăciun Petru-Alexandru Luncanu | 6-3, 6-1                |
| 2014 | Daniele Giorgini Adrian Ungur                    | Aslan Karatsev Valery Rudnev                  | 4–6, 7–6(7–4), [10–1]   |